# Marco Belotti
Marco Belotti (Brescia, 29 november 1988) is een Italiaanse zwemmer. Hij vertegenwoordigde zijn vaderland op de Olympische Zomerspelen 2008 in Peking.

## Carrière
Bij zijn internationale debuut, op de Europese kampioenschappen kortebaanzwemmen 2008 in Eindhoven, werd Belotti uitgeschakeld in de series van de 100 meter vlinderslag. Samen met Matteo Pelliciari, Christian Galenda en Nicola Cassio vormde hij een team in de series, in de finale veroverde Cassio samen met Emiliano Brembilla, Massimiliano Rosolino en Filippo Magnini de Europese titel. Voor zijn inspanningen in de series werd Belotti beloond met de gouden medaille. Op de wereldkampioenschappen kortebaanzwemmen 2008 in Manchester strandde de Italiaan in de series van de 100 meter vlinderslag. Op de 4x200 meter vrije slag zwom hij samen met Alessandro Calvi, Christian Galenda en Michele Santucci in de series, in de finale sleepten Emiliano Brembilla, Massimiliano Rosolino, Nicola Cassio en Filippo Magnini de bronzen medaille in de wacht. Voor zijn aandeel in de series ontving de Italiaan de bronzen medaille. Tijdens de Olympische Zomerspelen van 2008 in Peking eindigde Belotti samen met Alessandro Calvi, Christian Galenda en Filippo Magnini als vierde op de 4x100 meter vrije slag, op de 4x200 meter vrije slag eindigde hij samen met Emiliano Brembilla, Massimiliano Rosolino en Filippo Magnini op de vierde plaats. In Rijeka nam de Italiaan deel aan de Europese kampioenschappen kortebaanzwemmen 2008, op dit toernooi eindigde hij als vierde op de 200 meter vrije slag en werd hij uitgeschakeld in de series van de 100 meter vlinderslag. Samen met Mirco di Tora, Alessandro Terrin en Filippo Magnini veroverde hij de Europese titel op de 4x50 meter wisselslag.
Op de wereldkampioenschappen zwemmen 2009 in Rome eindigde Belotti samen met Emiliano Brembilla, Gianluca Maglia en Filippo Magnini op de zesde plaats.
Tijdens de Europese kampioenschappen zwemmen 2010 in Boedapest werd de Italiaan uitgeschakeld in de halve finales van de 200 meter vrije slag en in de series van de 50 meter vlinderslag, op de 4x200 meter vrije slag eindigde hij samen met Gianluca Maglia, Damiano Lestingi en Filippo Magnini op de vijfde plaats.
In Shanghai nam Belotti deel aan de wereldkampioenschappen zwemmen 2011. Op dit toernooi strandde hij in de series van zowel de 200 meter vrije slag als de 50 meter vlinderslag. Samen met Gianluca Maglia, Filippo Magnini en Samuel Pizzetti eindigde hij als achtste op de 4x200 meter vrije slag, op de 4x100 meter wisselslag werd hij samen met Mirco di Tora, Fabio Scozzoli en Luca Dotto uitgeschakeld in de series.

## Internationale toernooien
| Jaar | Olympische Spelen                         | WK langebaan                                                                       | WK kortebaan                                                            | EK langebaan                                                            | EK kortebaan                                                 |
| ---- | ----------------------------------------- | ---------------------------------------------------------------------------------- | ----------------------------------------------------------------------- | ----------------------------------------------------------------------- | ------------------------------------------------------------ |
| 2008 | 4e 4x100m vrije slag 4e 4x200m vrije slag |                                                                                    | 26e 100m vlinderslag · 4x200m vrije slag · Belotti zwom enkel de series | 34e 100m vlinderslag · 4x200m vrije slag · Belotti zwom enkel de series | 4e 200m vrije slag · 37e 100m vlinderslag · 4x50m wisselslag |
| 2009 |                                           | 6e 4x200m vrije slag                                                               |                                                                         |                                                                         | geen deelname                                                |
| 2010 |                                           |                                                                                    | geen deelname                                                           | 12e 200m vrije slag 33e 50m vlinderslag 5e 4x200m vrije slag            | geen deelname                                                |
| 2011 |                                           | 20e 200m vrije slag 23e 50m vlinderslag 8e 4x200m vrije slag 11e 4x100m wisselslag |                                                                         |                                                                         | geen deelname                                                |
| 2012 | 29e 200m vrije slag 11e 4x200m vrije slag |                                                                                    | 12-16 december                                                          |                                                                         |                                                              |

## Persoonlijke records
Bijgewerkt tot en met 21 december 2009

### Kortebaan
| Afstand         | Tijd    | Datum            | Plaats        |
| --------------- | ------- | ---------------- | ------------- |
| 100m vrije slag | 48,05   | 21 december 2009 | Civitavecchia |
| 200m vrije slag | 1.43,61 | 14 december 2008 | Rijeka        |
| 400m vrije slag | 3.44,51 | 22 november 2008 | Viareggio     |

### Langebaan
| Afstand         | Tijd    | Datum        | Plaats   |
| --------------- | ------- | ------------ | -------- |
| 100m vrije slag | 49,23   | 8 maart 2009 | Riccione |
| 200m vrije slag | 1.46,33 | 5 maart 2009 | Riccione |
| 400m vrije slag | 3.51,59 | 28 mei 2009  | Pescara  |